# Гриммиевые
Гриммиевые (лат. Grimmiales) — порядок мхов класса Листостебельные мхи (Bryopsida). Многолетние мелкие и крупные, преимущественно скальные мхи, растущие плотными дерновинками и подушечками тёмно-зелёного или серого цвета на каменистых субстратах, реже живут на почве.
Стебли простые либо вильчато или пучковидно разветвлённые, иногда с короткими боковыми ветвями, с ризоидами обычно только в основании, многорядно облиственные.
Листья ланцетные, цельнокрайные или только в верхушке пильчатые, с жилкой, часто с конечным бесцветным волоском. Клетки преимущественно гладкие, иногда папиллозные, округлые или удлиненные, часто с выемчато утолщенными стенками. Листья гриммиевых очень гигроскопичны.
Спорогоны верхушечные или боковые на укороченных побегах. Коробочка на длинной или короткой, прямой или согнутой ножке, округлая, овальная или цилиндрическая. Перистом простой из 16 зубцов. Зубцы перистома часто ситовидно продырявленные на верхушке или глубоко, практически до основания расщеплённые надвое или начетверо, иногда перистом редуцирован или полностью отсутствует. Крышечка опадает иногда вместе с колонкой. Колпачок шапочковидный или клобуковидный, гладкий.

## Ареал и среда обитания
Около 300 видов, распространенных по всему земному шару, в основном в холодных и умеренных зонах. В тропиках встречаются только в горах. В России около 50 видов.

## Классификация
Согласно базе данных Catalogue of Life на февраль 2025 года порядок включает следующие семейства:
- Grimmiaceae Arn., 1825 — Гриммиевые
- Ptychomitriaceae Schimp., 1860 — Птихомитривые
- Saelaniaceae Ignatov et Fedosov, 2016 — Сэланиевые
- Seligeriaceae Schimp., 1856 — Зелигериевые